# جنيفر لاسي
جنيفر لاسي (بالإنجليزية: Jennifer Lacy)‏ مواليد 21 مارس 1983، هي لاعبة كرة سلة أمريكية. بدأت مسيرتها الاحترافية في سنة 2006. وتحمل الرقم --. يبلغ طولها 6 قدم 3 بوصة (1.9 م). فازت بلقب دوري المحترفات.

## المسيرة الاحترافية
لعبت مع فينيكس ميركوري في موسم 2006–2007، ثم لعبت مع أتلانتا دريم في موسم 2008–2009، ثم لعبت مع تلسا شوك من سنة 2010 إلى 2014، ثم لعبت مع لوس أنجلوس سباركس في سنة 2015.

## روابط خارجية
- جنيفر لاسي على موقع الاتحاد الوطني لكرة السلة النسائية (الإنجليزية)
- جنيفر لاسي على موقع كرة السلة الأوروبية.كوم (الإنجليزية)
- جنيفر لاسي على موقع كلية كرة السلة في سبورتس رفرنس.كوم (الإنجليزية)
- جنيفر لاسي على موقع بروبوليرز (الإنجليزية)
- جنيفر لاسي على موقع سبورتس رفرنس (الإنجليزية)